# 畠山政国
畠山 政国（はたけやま まさくに）は、戦国時代の武将、大名。河内・紀伊・越中の守護である畠山尾州家の惣領名代。播磨守を称した。

## 生涯
畠山尚順の子として生まれる。『寛政重修諸家譜』では二男、「両畠山系図」では四男に位置付けられている。「両畠山系図」によると、政国は初め紀伊国宮原に住み、岩室城に在城したという。
天文14年（1545年）5月、兄・稙長が死去すると、政国は惣領名代として高屋城に入った。
稙長は室町幕府の権力者・細川晴元に対抗する細川氏綱と結んでいたため、稙長が存命中の天文14年（1545年）3月、晴元政権は畠山尾州家の家督を能登畠山氏出身の畠山四郎（晴俊）に変更していた。稙長の死後、重臣である河内守護代の遊佐長教が政国を擁立したことで、四郎は高屋城に入れずに終わったが、政国も幕府から家督継承を認められることなく、『天文日記』には「惣領名代」と記されていた。
高屋城入城後、政国は遊佐長教と共に細川氏綱を支援した。天文18年（1549年）6月、長教は氏綱方となった三好長慶と共に細川晴元勢を江口の戦いで破り、晴元は13代将軍・足利義輝と共に近江へ逃れた。これにより晴元政権は崩壊したが、将軍と敵対する長教との方針の違いや河内の実権を握る長教への不満のためか、政国は出家して紀伊に遁世した。政国が隠居した後の天文21年（1552年）9月、政国の嫡男の高政が畠山尾州家の当主となった。
政国は天文19年（1550年）に没したとされてきたが、天文21年（1552年）2月に本願寺から「畠山播磨入道」に宛てて太刀や梅染が贈られている記録があるため、それ以降の死没とみられる。また、天文7年（1538年）から天文11年（1542年）にかけて尾州家当主の地位にあった畠山弥九郎（晴満）がかつて政国と同一視されていたことから、弥九郎の経歴と政国の経歴が混同されてきた。
『寛政重修諸家譜』によると、政国は岩室城で死去した。法名は花国宗貞浚昌院。政国が天文年中に仏殿の再興や寺領の寄進を行っていた紀伊国有田郡の円満寺（有田市宮原東）に葬られたという。